# 타라 싱

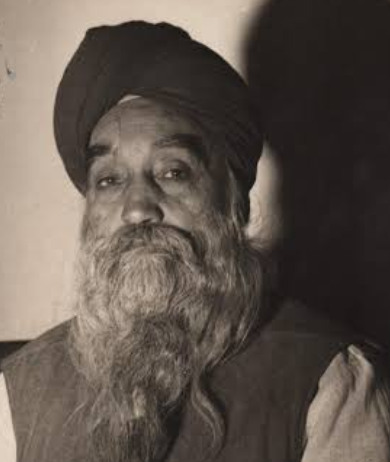

마사타라 타라 싱(펀자브어: ਮਾਸਟਰ ਤਾਰਾ ਸਿੰਘ: 1885년 6월 24일 - 1967년 11월 22일)은 20세기 초반에 활동한 시크교 지도자다. 시로마니 구루드와라 경영위원회의 조직에 중요한 역할을 했으며, 인도 분할에 강하게 반대했다. 분할 이후에는 동펀자브 지방에 시크인들의 자치주를 세워달라는 펀자비 수바 운동을 이끌었다.
그의 딸 라진데르 카우르는 시크인의 완전독립을 추구하는 할리스탄 운동 강경파들에게 암살당했다.